# Due Carrare
Due Carrare là một đô thị thuộc tỉnh Padova vùng Veneto, tọa lạc cách khoảng 40 km về phía tây nam của Venezia và cách khoảng 15 km về phía nam của Padova. Tại thời điểm ngày 31 tháng 12 năm 2004, đô thị này có dân số 8.468 người và diện tích 26,6 km².
Due Carrare giáp các đô thị: Abano Terme, Battaglia Terme, Cartura, Maserà di Padova, Montegrotto Terme, Pernumia.
Đây là nơi sinh của dòng họ Carraresi đã trị vì Padova cuối thời Trung cổ.